# Enego
Énego (Ènego in veneto) è un comune italiano di 1 508 abitanti della provincia di Vicenza in Veneto. Si trova nella parte orientale dell'altopiano dei Sette Comuni.

## Geografia fisica
Il territorio comunale si estende sull'estremità orientale dell'Altopiano dei Sette Comuni scendendo poi sul fondo del canale di Brenta sino alla riva destra del fiume.
Solo le frazioni Piovega di Sotto e di Sopra si trovano sul fondovalle. La gran parte dei centri abitati, capoluogo compreso, si trova lungo le pendici dell'Altopiano, tra i 400 e i 1100 m s.l.m. come la frazione di Stoner.
Buona parte del territorio comunale comunque, si estende verso l'interno dell'altopiano, comprendendo la famosa piana di Marcesina e il monte Ortigara.
È inoltre il comune più distante dal capoluogo di provincia.

## Origini del nome
Il toponimo è Ghenebe in cimbro ed Ènego in veneto. Ha etimologia incerta; potrebbe derivare da un nome germanico (Enika) o latino (Enicus o Enno) con l'aggiunta del suffisso -icus.

## Storia
Grazie alla sua posizione, ai limiti dell'altopiano di Asiago e affacciata sul Canale di Brenta e la Valsugana, la zona di Enego suscitò l'interesse della civiltà sin dall'epoca romana. Probabilmente fu in questo periodo che sorse un primo insediamento, una stazione di sosta e rifornimento lungo la strada che conduceva in Germania. Attorno al III secolo, quando si verificarono le prime invasioni barbariche, venne eretto un fortilizio di cui restano i ruderi in località Bastia.
Nel XII secolo il territorio di Enego divenne feudo dei vescovi di Padova, ma nel XIII secolo è controllato  dagli Ezzelini, tanto che autorevoli medievalisti considerano sia ad essi attribuibile la 'scelta di dar vita ad una borgata'. Nel 1260, dopo la morte di Ezzelino III da Romano, passò al comune di Vicenza. Sotto la signoria di Cangrande della Scala, attorno al 1330, fu costruito un altro castello di cui oggi resta un torrione.
Nel corso del medioevo tutto l'altopiano, e quindi anche Enego, fu colonizzato da popolazioni di origine Bavarese e Tirolese, i cosiddetti Cimbri. I Cimbri mantennero per secoli una propria identità, distinguendosi dal resto della popolazione per lingua e usanze. Nel 1310, durante il periodo scaligero, si riunirono nella Spettabile Reggenza dei Sette Comuni che si mantenne anche nelle successive dominazioni viscontea (1387-1404) e veneziana (1404-1797)
Nel 1508 Enego venne occupata dall'esercito della Lega di Cambrai, ma tornò presto alla Serenissima. Tra il Cinque e il Seicento insorsero delle controversie con i vicini di Grigno sul possesso della Marcesina e del monte Frizzon.
Con la caduta della Repubblica di Venezia e l'arrivo di Napoleone la secolare federazione fu sciolta.
Durante il Risorgimento molti eneghesi si distinsero come patrioti, ma solo con la terza guerra d'indipendenza, nel 1866, il Veneto passò al neonato Regno d'Italia.
Durante la grande guerra l'altopiano si venne a trovare lungo la linea del fronte e la stessa Enego subì gravi devastazioni. Mentre i soldati combattevano aspramente, specie attorno al monte Ortigara, la popolazione civile fu costretta ad abbandonare il paese per stabilirsi profuga nel sud dell'Italia.

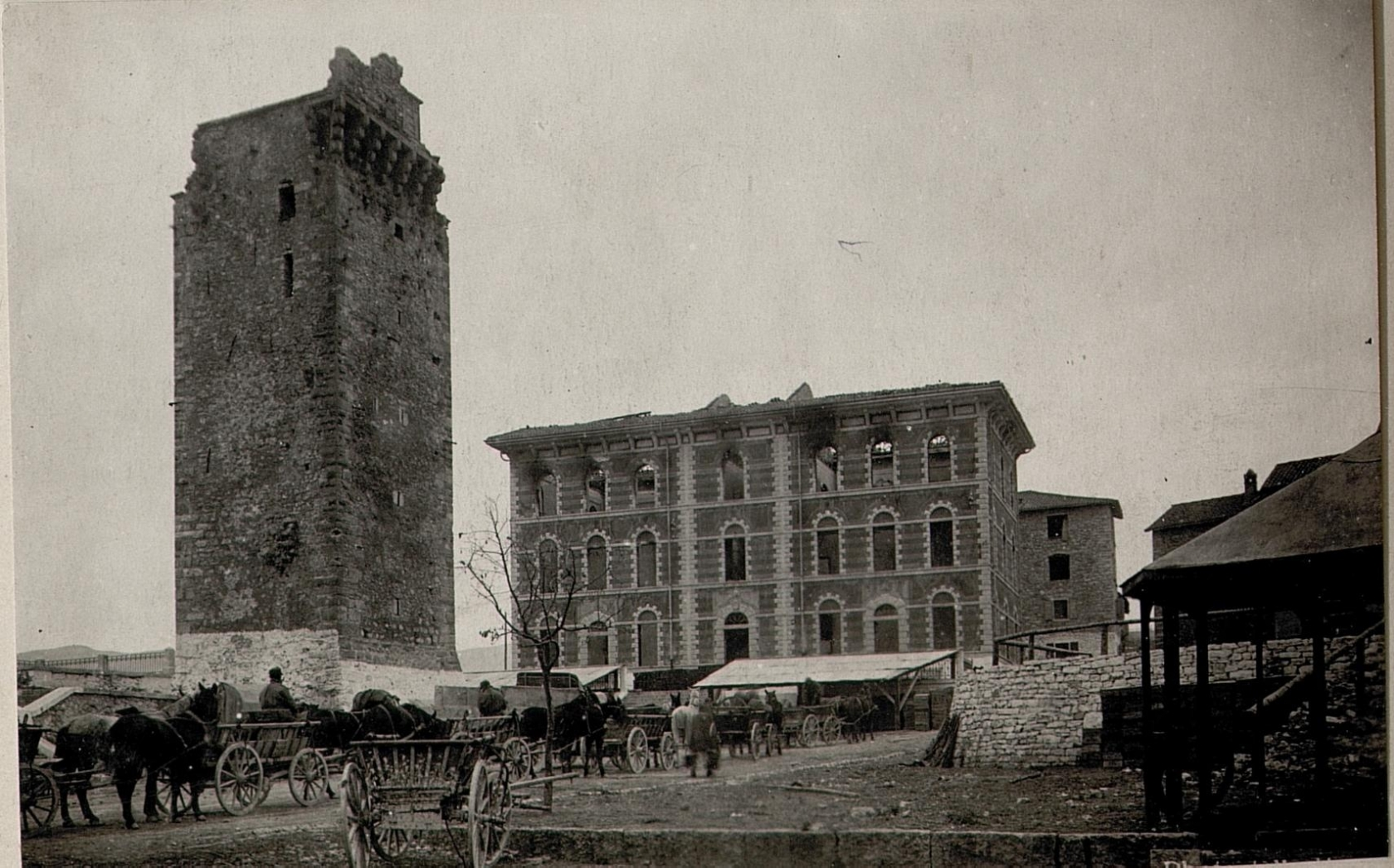
Salmerie austro-ungariche a Enego durante la Grande Guerra (1917)

Durante la seconda guerra mondiale quindici famiglie di profughi ebrei (48 adulti e 3 minori) furono internate a Enego. Con l'occupazione tedesca, tutti gli internati lasciarono il paese, già il 17 settembre 1943, dirigendosi verso Sud nel tentativo di raggiungere le zone liberate. Riusciranno tutti a sopravvivere, con l'unica eccezione di Marian Reicher, che arrestato nei pressi di Roma nel gennaio 1944 e detenuto nel Carcere di Regina Coeli resterà vittima dell'Eccidio delle Fosse Ardeatine il 24 marzo 1944.

### Simboli
Lo stemma e il gonfalone del comune di Enego sono stati concessi con decreto del presidente della Repubblica del 18 febbraio 2011.
Il gonfalone è un drappo di bianco con la bordatura di rosso.

## Monumenti e luoghi d'interesse

### Duomo di Santa Giustina

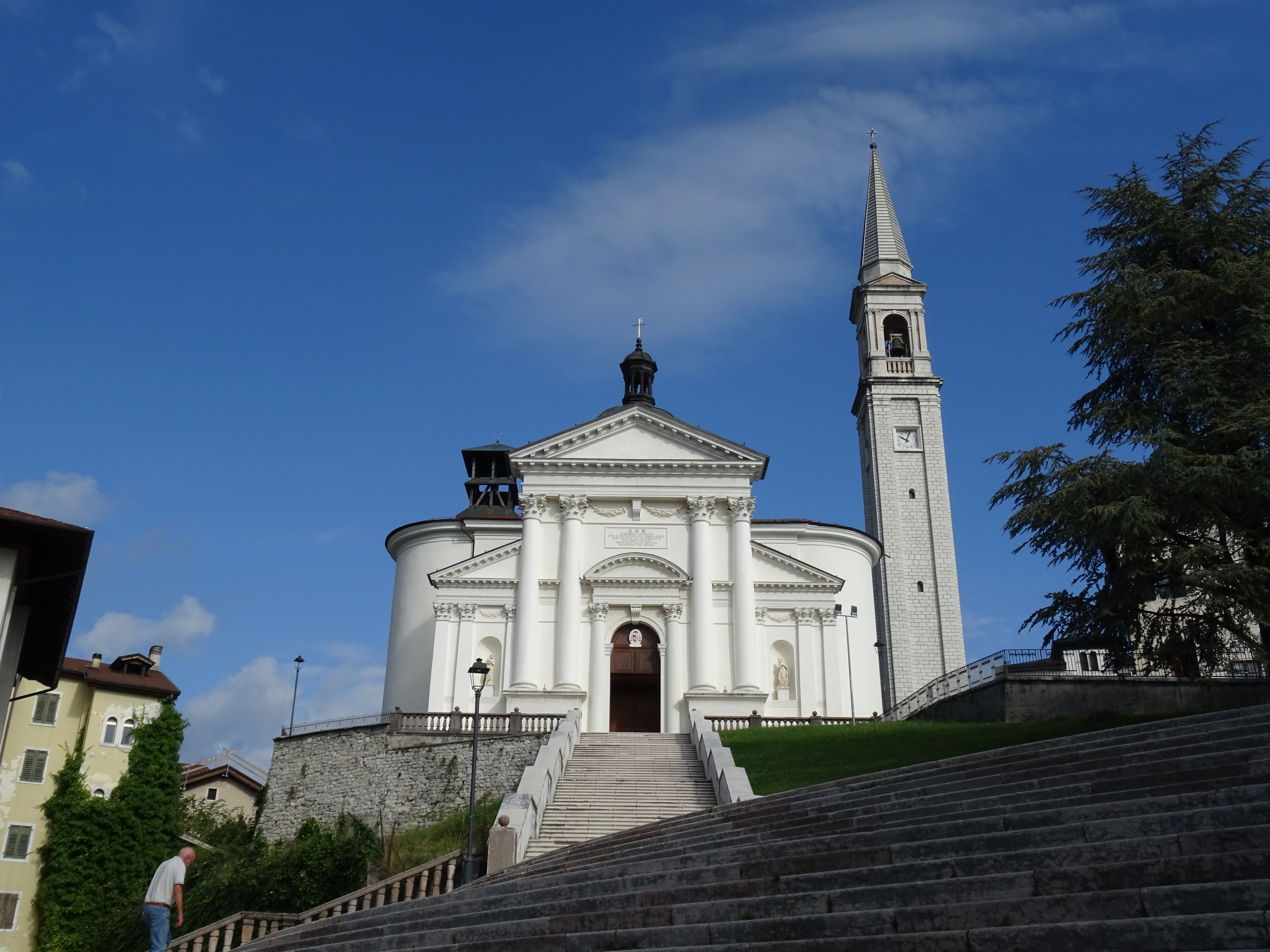
Facciata del Duomo di Santa Giustina

Sorge sul punto più alto del paese ed è raggiungibile attraverso una lunga scalinata in biancone.
Le prime citazioni del Duomo di Santa Giustina risalgono al 1429 il cui nome della chiesa appare come Santa Giustina, alcuni documenti di poco successivi ne ricordano la dipendenza dalla pieve di Arsiè e nel 1488 la consacrazione dal vescovo Pietro Barozzi.

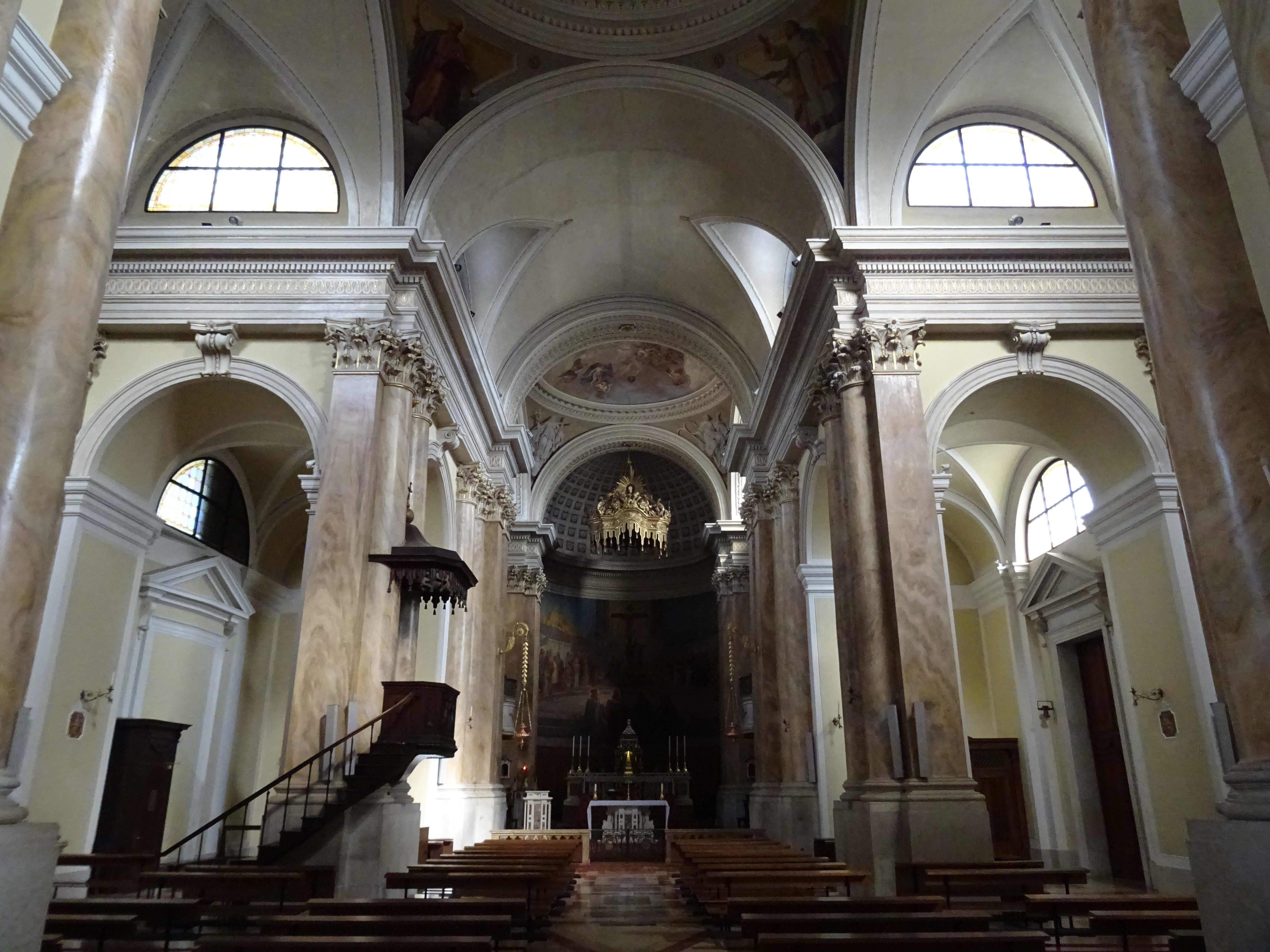
Interno del Duomo di Santa Giustina

L'edificio sacro ha una storia travagliata. Subì una ricostruzione verso la metà del secolo successivo, venendo consacrato nel maggio 1552. Già nel 1613, tuttavia, venne distrutto da un incendio; prontamente ricostruito, bruciò nuovamente nel 1762. L'attuale chiesa fu innalzata tra il 1792 e il 1807 su progetto dell'architetto Francesco Menegazzi e già prima della fine dei lavori, nel 1804, ricevette il titolo di arcipretale. Negli ultimi decenni ha subito alcuni restauri e rinnovi; in particolare, nel 1957 fu decorata l'abside, nel 1958 fu realizzata la bussola sulla facciata e nel 1962 fu costruito il battistero e rifatto il pavimento. Anche il campanile è recente: fu realizzato tra il 1945 e il 1953.
L'opera più rilevante, esposta sulla controfacciata, è la pala di Santa Giustina in trono con i santi Rocco, Sebastiano e Antonio abate di Jacopo da Ponte. Assieme alla Cena in Emmaus dipinta sullo sportello del tabernacolo, è ciò che resta di un più vasto intervento pittorico realizzato dal pittore bassanese e da suo figlio Francesco, andato distrutto dall'incendio secentesco: sappiamo che Jacopo realizzò un ciclo di affreschi sulle pareti e la volta del presbiterio, cui aggiunse più tardi ventotto storie dell'Antico Testamento sul soffitto; a Francesco spettarono altri affreschi sulle pareti della navata con dieci episodi della vita di Gesù.
Gli altri dipinti sono più recenti: il Gesù Cristo imprigionato è di Rita Maluta (1933), mentre la decorazione a encausto dell'abside è opera di Piero Favaro (1957).

### Torre scaligera
Si erge nella centralissima piazza San Marco ed è ciò che resta di una più vasta fortificazione fatta costruire da Cangrande della Scala attorno al 1330. Il complesso originario era di forma quadrangolare, con quattro torri poste agli angoli collegate fra loro da mura.
Sulla sommità dell'edificio spicca, scolpito su una pietra, lo stemma degli Scaligeri.

### Monumento ai Caduti di Guerra

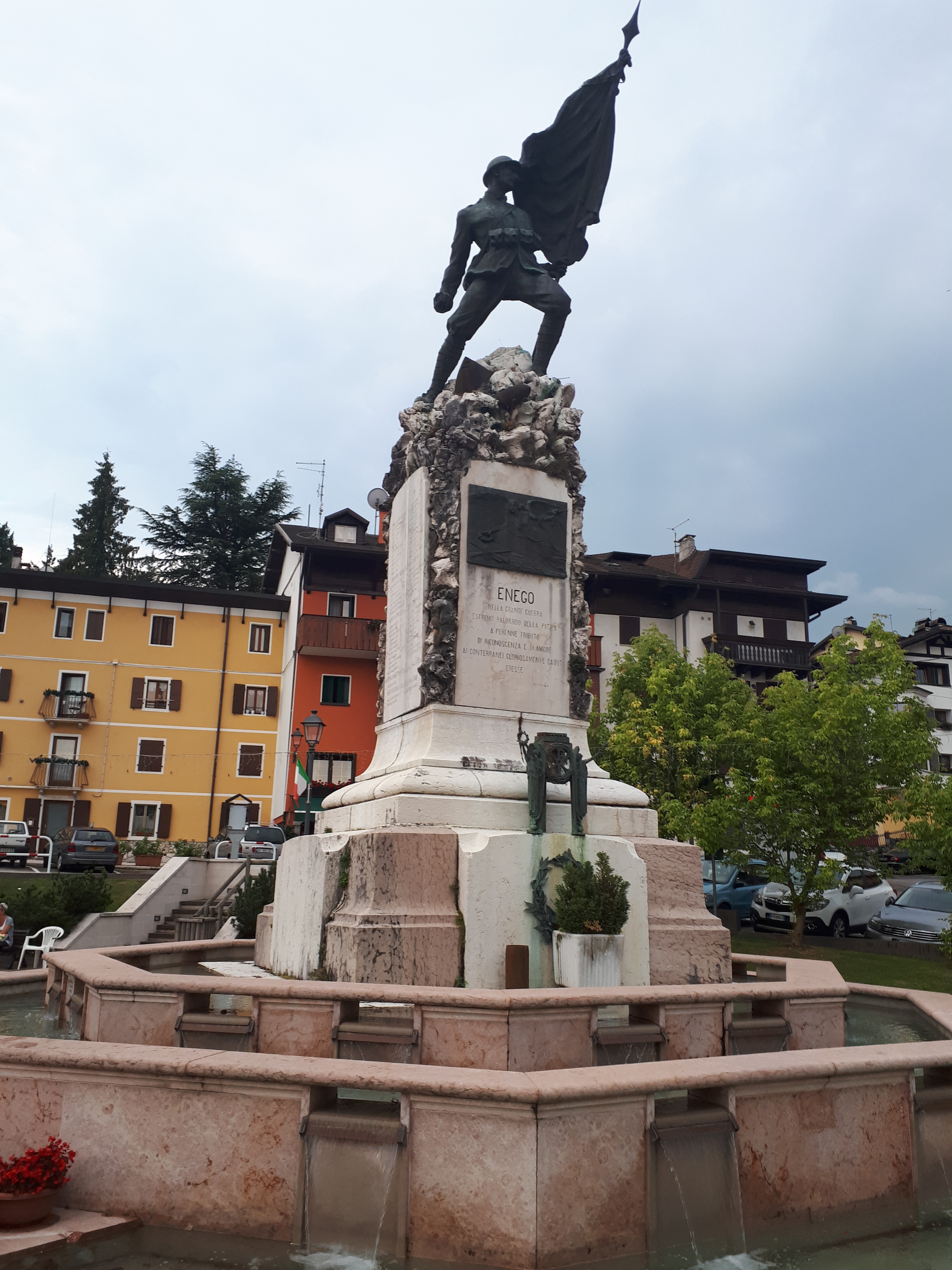
Monumento ai Caduti di Guerra.

Sito in Piazza San Marco ricorda i Caduti di Guerra. Frontalmente riporta "Enego nella grande guerra estremo baluardo della Patria a perenne tributo di riconoscenza e di amore ai conterranei gloriosamente caduti eresse. MCMXXV".
Sul Monumento sono incisi i nomi di 213 Caduti, raggruppati in 11 elenchi: Morti in combattimento Guerra europea (54 Caduti), Morti per causa della Guerra europea (45 Caduti), Dispersi nella Guerra europea (13 Caduti), Morti in prigionia Guerra europea (21 Caduti), Morti in combattimento nella Guerra eritrea (1 Caduto), Morti per causa della Guerra libica (3 Caduti), Caduti dispersi Guerre 1935-1940-1945 (2 Caduti), Dispersi sul fronte russo (23 Caduti), Caduti in combattimento su altri fronti (11 Caduti), Partigiani caduti e deportati deceduti in campi di concentramento (19 Caduti), Morti per causa della Guerra (21 Caduti).

### Bastia
A valle di Enego, nei pressi di un tornante della provinciale per Primolano, si trovano le case Bastia, una minuscola borgata formata da alcune vecchie abitazioni e da un rudere di età imprecisata, detto appunto Bastia, costituito dai resti di un torrione quadrato. Tracce di strutture murarie e altri reperti sussistono tutt'intorno, spingendosi a nordovest sino alla località Giardinetto.
Della Bastia si hanno riferimenti scritti solo dopo l'anno Mille, ma le sue origini sono ben più antiche. Si ritiene che essa facesse parte di un sistema difensivo piuttosto vasto che, sin dalla penetrazione romana nel Canale di Brenta, assicurava il controllo degli accessi all'Altopiano dei Sette Comuni e al Feltrino. In questo complesso ricadevano anche il Covolo di Butistone, sul versante opposto della vallata, e il Castello della Scala, presso Primolano.
Questa ipotesi è confermata dalla successiva documentazione medievale, dove la Bastia viene sempre citata accanto al Covolo. Ma a differenza di quest'ultimo, che continuò a funzionare anche nei secoli successivi, essa scompare dai documenti sul finire del Trecento: l'ultima notizia risale al 1386 quando da qui gli Scaligeri attaccarono il Covolo presidiato dai Padovani. Fu probabilmente l'avvento dell'artiglieria a rendere inservibili le strutture del castello, tuttavia le alture della costa della Bastia mantennero a lungo la loro importanza strategica, sino alla campagna d'Italia combattuta da Napoleone.

### Forte Lisser
Il forte Lisser, manufatto della Grande Guerra, sorge nella cima dell'omonimo monte ed è raggiungibile percorrendo il sentiero CAI 865 oppure anche in auto su strada sterrata da località Tombal. Costruzione importante e da poco restaurata come museo, può essere visitata durante la bella stagione. Il forte fu costruito tra la fine del 1911 e il 1914. L'opera faceva parte dello Sbarramento Brenta-Cismon ed aveva il compito di sbarrare l'accesso alla Valsugana orientale in caso di attacco nemico.

### Altre Chiese
In centro, oltre al Duomo di Santa Giustina, si trova la chiesa dedicata a San Antonio Campestre, nei pressi del parco pubblico e la chiesetta di Via Madonnina, dedicata alla Madonna di Lourdes.
Nella Frazione di Stoner, lungo la strada provinciale in direzione Asiago, troviamo la chiesa del Sacro Cuore di Gesù e nelle vicinanze, in località Godeluna, la chiesetta dedicata a San Valentino.
Proseguendo su un sentiero oppure ritornando ad Enego, si può arrivare alla frazione Valgoda, dove è presente la chiesa della Beata Maria Vergine del Rosario.
Nella frazione di Fosse di Mezzo è invece edificata la chiesa dedicata al patrono San Giuseppe Operaio.
In località Frizzon, una chiesa sorta in origine per la Madonna di Monte Berico è stata poi convertita a sacello per ricordare i Caduti e Dispersi durante la campagna di Russia, con al suo interno circa 800 lapidi.
Infine la più distante dal paese, si trova nella Piana di Marcesina, nella parte alta della strada dei lotti ed è dedicata a San Lorenzo.

## Società

### Evoluzione demografica
Abitanti censiti

### Lingue e dialetti
Così come in tutto l'altopiano dei Sette Comuni anche a Enego si parlò per un periodo la lingua cimbra, un idioma germanico affine al bavarese. Fu però anche uno dei primi centri ad abbandonarla a favore del veneto: ne è una prova il fatto che già dalla metà del Seicento i parroci locali avevano smesso di recitare l'omelia in tedesco.

## Infrastrutture e trasporti
Enego è collegato con il Canale di Brenta dalla strada provinciale 76 che collega lo svincolo di uscita dalla Strada statale 47 della Valsugana fino al centro di Asiago; dal fondovalle si percorrono 16 tornanti e una distanza di circa 10 km.
Il paese dista 11 km dalla Stazione di Primolano. Vi è inoltre un collegamento di tre corse giornaliere di autobus con Asiago e Bassano del Grappa.

### Ponte Valgadena
Tra i territori comunali di Enego e di Foza, in Valgàdena, si trova l'omonimo ponte, che è tra i viadotti più alti d'Italia. È stato inaugurato nel 1990, alto 175 m è lungo complessivamente 282 m ed è ora usato per la pratica del Bungee jumping ed è considerato il salto più alto d'Italia.

## Amministrazione
| Periodo        | Periodo        | Primo cittadino     | Partito                        | Carica      | Note |
| -------------- | -------------- | ------------------- | ------------------------------ | ----------- | ---- |
| 18 giugno 1985 | 26 giugno 1990 | Maurilio Bertizzolo | DC                             | Sindaco     |      |
| 26 giugno 1990 | 24 aprile 1995 | Ivo Boscardin       | indipendente                   | Sindaco     |      |
| 24 aprile 1995 | 14 giugno 1999 | Maurilio Bertizzolo | lista civica                   | Sindaco     |      |
| 14 giugno 1999 | 14 giugno 2004 | Maurilio Bertizzolo | lista civica                   | Sindaco     |      |
| 14 giugno 2004 | 6 marzo 2007   | Maria Teresa Goller | lista civica                   | Sindaco     |      |
| 6 marzo 2007   | 15 aprile 2008 | Patrizia Russo      | -                              | Comm. pref. |      |
| 15 aprile 2008 | 28 maggio 2013 | Igor Rodeghiero     | centro                         | Sindaco     |      |
| 28 maggio 2013 | 11 giugno 2018 | Fosco Cappellari    | lista civica Insieme per Enego | Sindaco     |      |
| 11 giugno 2018 | 15 maggio 2023 | Ivo Boscardin       | lista civica                   | Sindaco     |      |
| 15 maggio 2023 | in carica      | Marco Frison        | lista civica Progetto Enego    | Sindaco     |      |

### Referendum
Nel 2006 la popolazione degli otto comuni dell'Altopiano (Asiago, Conco, Enego, Foza, Gallio, Lusiana, Roana e Rotzo) votò a grande maggioranza (94%) a un referendum per il distacco del territorio dalla Regione Veneto e per la successiva aggregazione alla Regione Trentino-Alto Adige. L'anno seguente arrivò il parere negativo da parte sia della provincia di Bolzano che da quella di Trento, mentre il Parlamento, che doveva dare l'esito definitivo, non si espresse mai.